# Fort Stella (Portoferraio)
Le fort Stella (en italien : Forte Stella) est un fort côtier situé sur l'île d'Elbe dans la commune de Portoferraio, de la province de Livourne en Toscane,.
Sa situation est en position dominante sur un promontoire qui domine toute la baie portuaire depuis le nord.

## Histoire
L'imposant complexe fortifié a été construit en 1548, conçu par Giovanni Camerino et Giovan Battista Belluzzi, pour remplir des fonctions d'observation et de défense au sein du système défensif massif, voulu par les Médicis, qui caractérisait la ville d'Elbe et était composé d'un ensemble de diverses fortifications qui, en fait, rendaient le lieu imprenable. Le complexe a continué à remplir les fonctions originales pour lesquelles il était utilisé jusqu'à une époque relativement récente.

## Description
Le fort Stella se présente comme une imposante structure fortifiée structurée selon un plan en forme d'étoile, globalement attribuable à un polygone irrégulier. Extérieurement, l'ensemble du complexe est entouré d'une série de courtines recouvertes de briques qui reposent sur de puissantes bases d'escarpement et étaient à l'origine protégées par une série de fossés qui les délimitaient extérieurement. L'ensemble du complexe s'adapte à l'orographie escarpée du promontoire sur lequel il se trouve et est doté de nombreux passages et environnements souterrains, qui dans le passé auraient pu être utilisés comme abris d'urgence en cas d'attaque ennemie venant de la mer. Au sommet de la forteresse se détachent les cinq bastions d'angle des sentinelles ; au sommet nord-est se trouve également le phare de Portoferraio, de plan circulaire, qui a été construit par la Maison de Lorraine en 1788 pour pouvoir signaler la nuit la présence du promontoire devant le port.
À l'intérieur du complexe fortifié se trouvent divers bâtiments qui abritaient autrefois la poudrière, l'armurerie, les entrepôts de stockage, les quartiers de la garnison et un hôpital ; une chapelle fut également construite parmi eux comme lieu de prière pour les sentinelles qui servaient au fort.

## Galerie

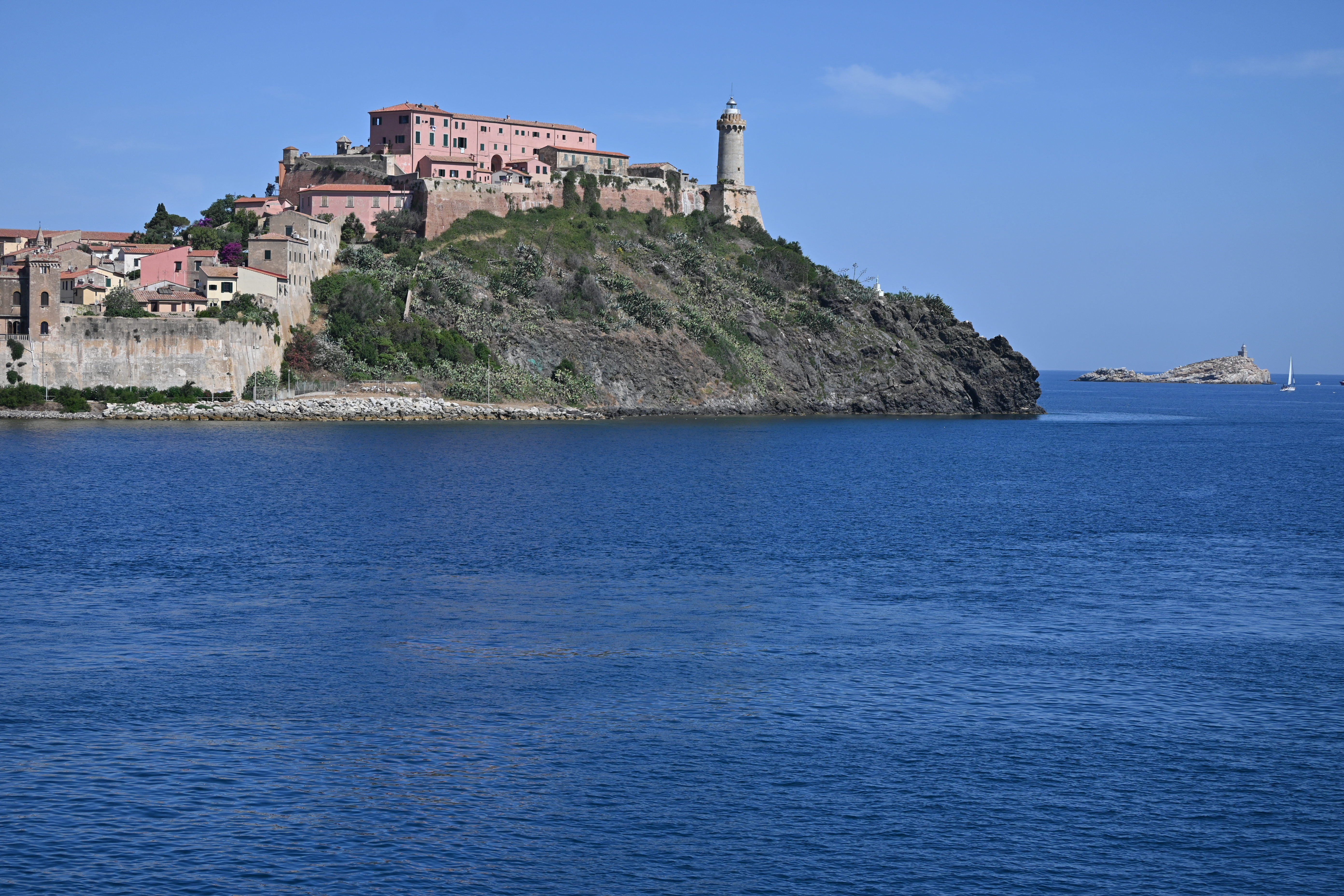
Le Fort Stella vu de la mer
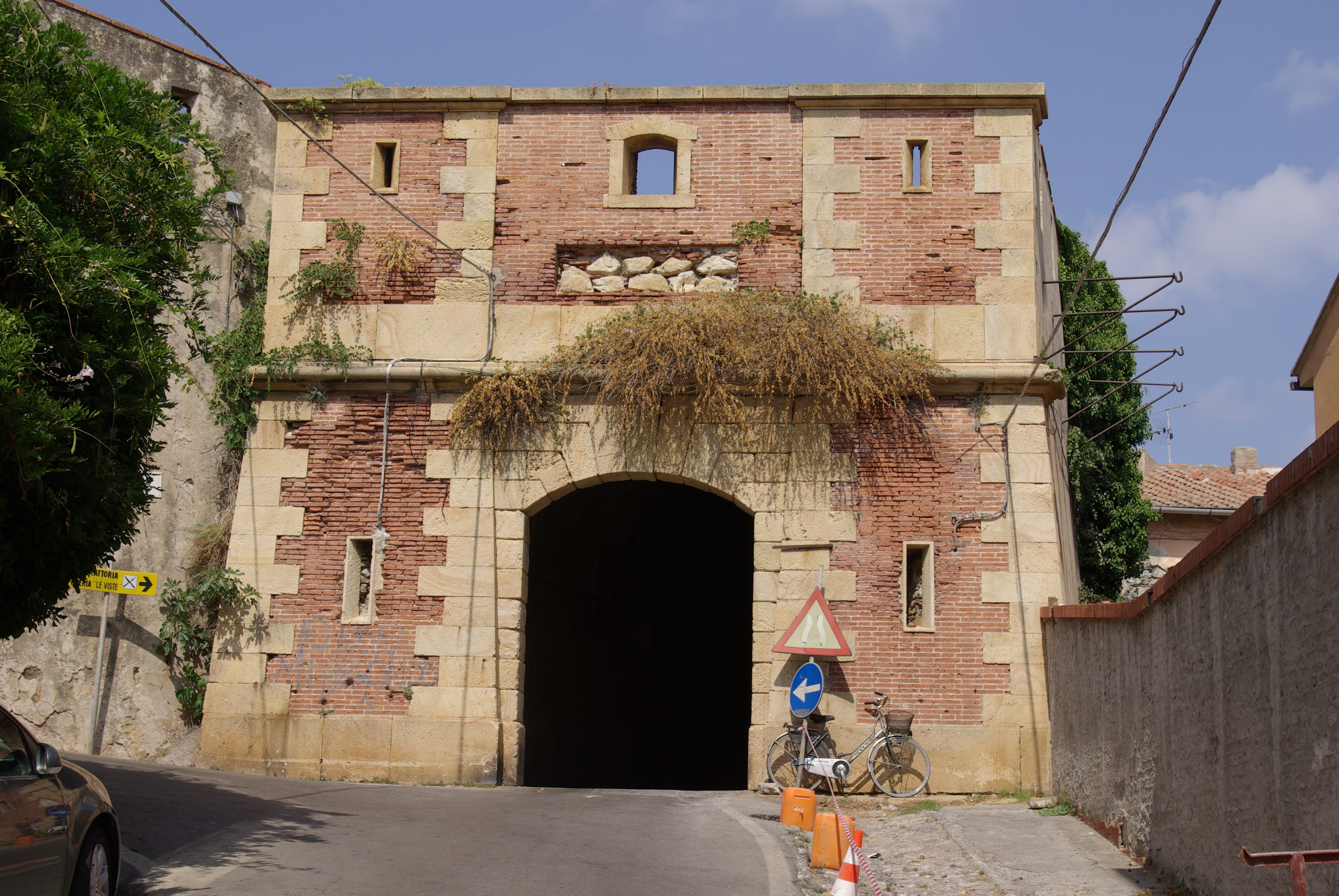
L'entrée du fort